# Passiflora capsularis
Passiflora capsularis L. – gatunek rośliny z rodziny męczennicowatych (Passifloraceae Juss. ex Kunth in Humb.). Występuje naturalnie w Meksyku, Gwatemali, Kostaryce, Kolumbii oraz Brazylii (w stanach Pará, Bahia, Piauí, Goiás, Mato Grosso do Sul, Espírito Santo, Minas Gerais, Rio de Janeiro, São Paulo, Paraná, Rio Grande do Sul i Santa Catarina). Według innych źródeł rośnie na obszarze od Gwatemali aż po Urugwaj.

## Morfologia

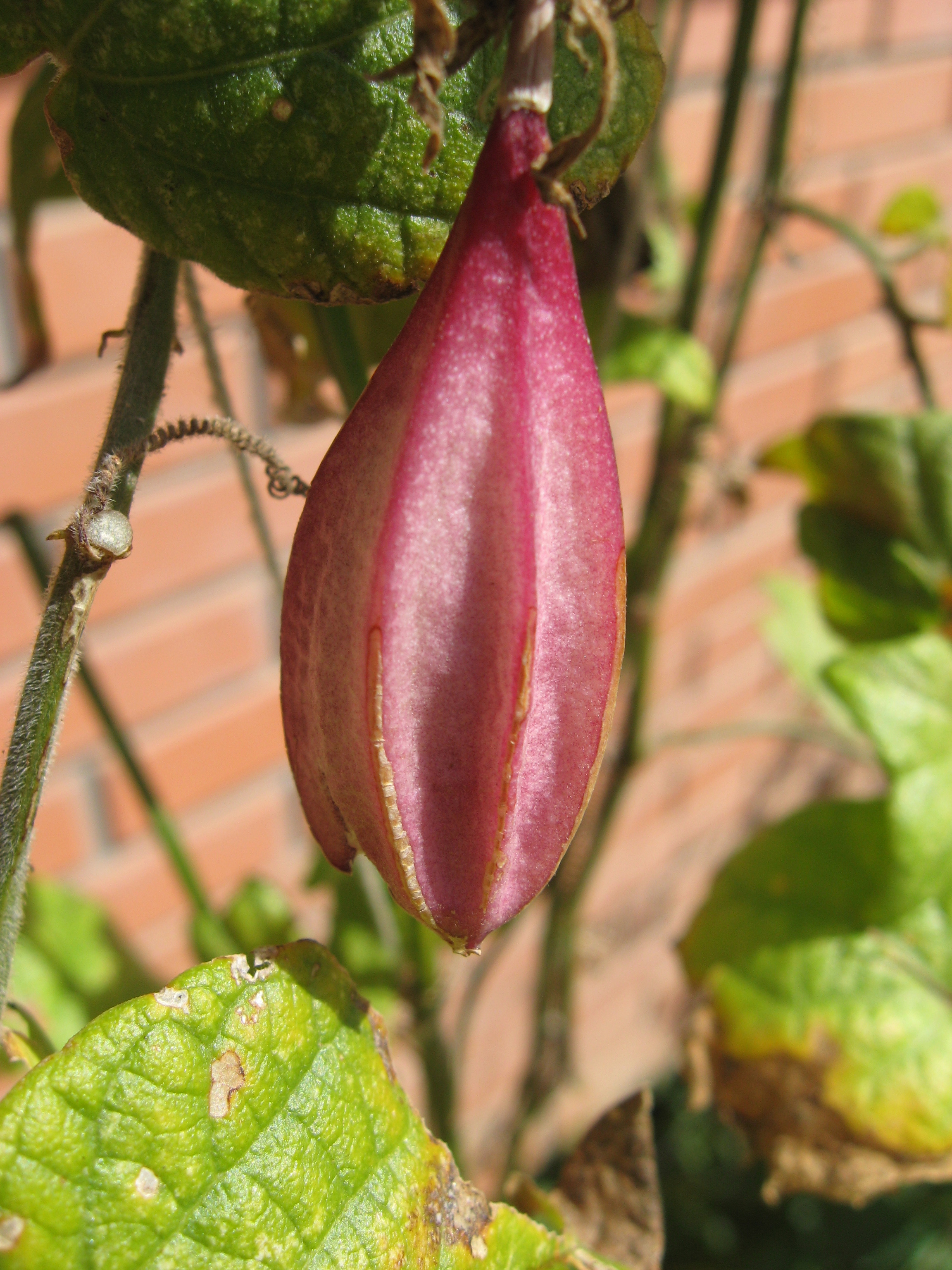
Owoc

PokrójZdrewniałe, trwałe, owłosione liany.
LiściePodwójnie lub potrójnie klapowane, sercowate u podstawy. Mają 3–10 cm długości oraz 5–16 cm szerokości. Całobrzegie, z ostrym wierzchołkiem. Ogonek liściowy jest owłosiony i ma długość 10–60 mm. Przylistki są liniowe, mają 2–6 mm długości.
KwiatyPojedyncze. Działki kielicha są podłużnie lancetowate, białawe lub zielonkawe, mają 1,3–2,1 cm długości. Płatki są podłużnie lancetowate, białe, mają 0,8–1,2 cm długości. Przykoronek ułożony jest w jednym rzędzie, purpurowo-brunatny, ma 8–14 mm długości.
OwoceSą wrzecionowatego kształtu. Mają 2,5–4,5 cm długości i 0,7–1,9 cm średnicy.